# Dirk Dalens III
Dirk Dalens III (Amsterdam, 3 februari 1688 – aldaar, januari 1753) was een Noord-Nederlands kunstschilder en decorateur.

## Leven en werk
Hoewel Dalens na de dood van zijn vader Dirk Dalens II geboren werd, trad hij in diens voetsporen door zich te specialiseren in de landschapschilderkunst. Hij werd al op jonge leeftijd in de leer gezet bij Theodorus van Pee, een schilder van stillevens en portretten. Net als zijn vader Dirk Dalens de Jongere en grootvader Dirk Dalens de Oudere schilderde hij in ”Italianiserende” stijl. Dalens specialiseerde zich in behangschilderingen. Zodoende maakte hij een aantal wandschilderingen, onder andere in het Kabinet der Koningin in Den Haag (1725), Paleis het Loo, Huis Van Brienen in Amsterdam, Kasteel Keppel in Laag-Keppel, de tuinkamers in Leiden (Nieuwsteeg en Hooigracht), en Kasteel de Strijdhoef in Udenhout. Op 22 november 1715 werd Dalens officieel poorter van Amsterdam en daar bleef hij tot aan zijn dood in 1753 dan ook wonen. Aldaar werd hij begraven in de Zuiderkerk. Naast kunstschilder was Dalens ook kunsthandelaar en koetsschilder. 
Een leerling van hem was Jan ten Compe.

## Trivia
De schilderijkamer die tegenwoordig nog altijd te bewonderen is in kasteel de Strijdhoef in Udenhout was van oorsprong niet bedoeld voor dit kasteel maar voor de buitenplaats Westkamp in de buurt van Loosduinen. Adriaan van Borssele van der Hooghe, kasteelheer van de Strijdhoef en heer van Geldermalsen, kocht de doeken en verplaatste deze naar Udenhout.
De schilderij/tuinkamers die Dalens schilderde in Leiden in de Nieuwsteeg en Hooigracht worden beide bewoond door studenten. Deze kamers zijn dan ook meerdere malen in de media geweest en werden daar de "de mooiste studentenkamer[s] van Leiden" genoemd. Het mag nog een wonder heten dat de kamer aan de Nieuwsteeg nog volledig intact is, dit omdat het pand zich op nog geen 200 meter van de ontploffing van het kruitschip bevond tijdens de Leidse buskruitramp.